# Netušil (Rašovice)
Netušil (německy Netuschil) je malá vesnice, část obce Rašovice v okrese Kutná Hora. Nachází se asi půl kilometru severozápadně od Rašovic. Netušil leží v katastrálním území Rašovice u Uhlířských Janovic o výměře 5,47 km².

## Historie
První písemná zmínka o vesnici pochází z roku 1792.